# 暗黒神話
『暗黒神話』（あんこくしんわ）は、諸星大二郎による日本の漫画。『週刊少年ジャンプ』（集英社）において、1976年20号から同年25号まで連載された。単行本は全1巻。
『暗黒神話 完全版』が『画楽.mag』（ホーム社）の創刊号（2014年4月17日）からVOL.7（2015年4月17日）まで連載された。序盤とラストはそれほど変更されていないものの、主人公が日本各地を回る中盤の展開に100ページ以上の加筆と大幅な修正が加えられており、旧連載時の絵柄とは差異が発生している。

## 概要
ヤマトタケル伝説を中軸に、古代日本の各神話や遺跡、仏教、果ては呪術やSF要素までを取り込み、ある少年が辿る数奇な運命を描く。作者の諸星は本作について、「最後に全体を眺めると、ダリの二重像の絵のように全然別の新しい絵が浮かび上がってくる…そういった緻密で壮大なジグソー・パズルをやってみたかった」と記している（ジャンプスーパーコミックスカバー折り返し）。
本作の後に諸星が同じく『週刊少年ジャンプ』に連載した『孔子暗黒伝』（1977年50号 - 1978年9号）とは姉妹編の関係にあり、『孔子暗黒伝』のラストシーンが『暗黒神話』の冒頭へとつながる構成になっている。
本作の序盤において、当時類例のなさから重要文化財指定とされていた深鉢形土器をモチーフとした蛇紋縄文土器を登場させているが、この土器は後に推定復元であることが判明し、指定解除となっている。

## あらすじ
中学生（完全版では高校生）の少年・武はある日、父の友人を名乗る男・小泉から「君のお父さんは実は殺された」と告げられる。確かに武には、幼い頃に倒れた父親の傍で泣いている記憶があった。小泉に連れられ父が死んだ場所へ来た武は、おぼろげな記憶を頼りに父の目的地と思しき洞窟を発見。洞窟の奥で武は思いもかけないモノと遭遇し――ヤマトタケルの転生として、地球の命運を握るアートマンとして、運命の歯車が動き始める。

## 登場人物

### 主人公
山門 武（やまと たけし）
古代縄文人の血を引く13歳（完全版では16歳）の少年で、右肩に蛇を思わせる奇妙な傷跡がある。ごく平凡な少年だが、実はヤマトタケルが転生した姿であり、宇宙の真理たるブラフマンに選ばれし者「アートマン」となる運命を持つ。導かれるように各地を巡り、聖痕や神器を揃えてブラフマンと邂逅するも、アートマンとして与えられた力の大きさと影響に悩み、太陽が赤色巨星となった未来の地球に帰還する。
菊池彦によると武の家も古代縄文人の末裔であり、神器である勾玉を継承していた。

### 菊池一族
菊池彦（きくちひこ） / 菊池 一彦（きくち かずひこ）
古代縄文人（クマソ）の血を引く菊池一族の宗主・菊池家の若当主。25歳（完全版では28歳）。「菊池彦」は菊池家の当主が代々受け継ぐ名であり、一彦は73代目。作中の10年前（完全版では13年前）、武とその父の3人で諏訪の人穴に入り、タケミナカタとまみえるが、自身がアートマンとなるために義理の兄である武の父を刺した。しかし、タケミナカタは3歳の武に聖痕を与える。前述の通りアートマンとなるものは武に決まっていたため、菊池彦の行為は無意味だった。そのことが認められず、アートマンとなる武から全てを奪い取ろうと画策したが、結果は一族の壊滅と自らの死と言う形で終わる。
大角 隼人（おおすみ はやと）
古日本人の血を引く隼人族の若者。菊池彦に従っている。途中で竹内の追跡に付き、本隊と離れた結果として武を追った菊池一族の中で唯1人生き残る。
大神 美弥（おおが みや）
菊池一族の大神家の代表である若き美女。大神家の利益を確保することを目的としていたが、施餓鬼寺裏山の祠に隠されていた「不老不死の法」を試して餓鬼に変じてしまう。
阿蘇（あそ）
菊池一族の阿蘇家の代表。仏尊や神話に詳しく、一族の知恵袋的存在。他の一族とともに京都郊外の山中で武を捕えるが、突如現れたスサノオの石像によって落下してきた道祖神により圧死する。これは菊地彦が施餓鬼寺の奥の院で発見した金印の片割れを武が白鳥陵で掘り出した片割れと合わせたことで現れたので、ある意味「菊池彦のせい」であった。
緒方 二郎（おがた じろう）
菊池一族の緒方家の代表。弟の三郎や一族が死んでいく有り様から菊池彦に従うことに疑問を抱き、独自行動を起こす。武の母を人質にとるが、彼女の捨て身の抵抗により二階から落下し首の骨を折って死亡する。
緒方 三郎（おがた さぶろう）
菊池一族の緒方家の代表。武の足取りを掴むが、奈良の平城宮太極殿跡で餓鬼に喰われ死亡。
阿田（あだ）
菊池家の使用人。施餓鬼寺にて餓鬼に喰われ死亡。
大太（だいた）
菊池家の使用人。武を連れて訪れた古墳に仕掛けられていた催眠装置で菊池彦と同士討ちさせられそうになり、遺跡の突起に胸をえぐられて死亡。
武の母（たけし の はは）
本名は不明。菊池彦の実姉であり、先代菊池彦である父の命令で山門家に嫁いだ。親の都合で結ばれた縁ではあったが、弟が夫を手に掛けたことや息子である武の運命には心を痛めていた。緒方二郎に過去のいきさつを暴露された際に二郎を突き飛ばし、自身も二階から落下した際に折れた柵が胸を貫いて命を落とす。
大奥様（おおおくさま）
完全版で登場した菊池一族の長老で、菊池彦の祖母か曾祖母。一族が集まった際には天の斑駒の前で「大梵天和讃」を朗唱する。

### その他の人物
竹内（たけうち）
武の周辺に現れる謎の老人。縄文土器やヤマトタケル伝説に詳しく、他にもアートマンに関わる様々な秘密を知っている。
その正体は、人工冬眠装置・タイムカプセルにより現代まで生きながらえた古代人である。武内宿禰をはじめスクナヒコナ、卑弥呼の「王弟」、蘇我馬子、安倍晴明、天海などの正体でもあると称している。
作者の別作品『孔子暗黒伝』にも登場し、中国の春秋戦国時代に日本に住んでいた少年時代に時空を越えて邪馬台国の時代に流された事が描写されている。
小泉 小太郎（こいずみ こたろう）
父の友人と称して武に近づいてきた男。諏訪から出雲に向かった際に車を運転していたが、オオナムチが現れたことで交通事故を起こす。結果的に大社の塀にぶつかり、頭部が半壊し（実際はオオナムチに喰われ）て死亡。結局のところ、武の父が探していたものを財宝と勘違いした小物だった。
泥粋（でいすい）
施餓鬼寺の住職。副住職にも呆れられるほど呑んだくれている不良僧だが、寺の門前に行き倒れていた武が「なにか」に取り憑かれているのに気づいていた。封印から解き放たれた餓鬼に襲われ死亡。
慈空（じくう）
優れた法力を持つ叡山阿闍梨。大分・国東半島の施餓鬼寺に向かう途中、偶然から武と出会う。法力に優れ、施餓鬼寺から逃げ出した餓鬼を再封印したほか、天台の秘法によって宇宙の彼方で起こっている事象を垣間見る。
完全版では初期の出番を慈海に譲り、彼の報告で千日回峰業を中断する形で登場する。
慈海（じかい）
完全版で登場した叡山の僧侶。出雲から九州に転送された武を発見し磐座の銘文を読む。その後、施餓鬼寺に向かう途中で竹内と腹の読みあいが描かれた。
弟橘姫（おとたちばなひめ）
日本書紀におけるヤマトタケルの妃。竹内同様にタイムカプセルにより冬眠しており、武の手によって目覚めさせられるものの、カプセルの調整不足によって肉体の崩壊が生じ、神器である鏡を武に託してその生涯を閉じた。
餓鬼（がき）
施餓鬼寺に封印されていた異形。その正体は3世紀に起きた大破壊を生き延びようと「不老不死の法」を試した邪馬台国有力者の成れの果て。不老不死となるために行った細胞レベルでの変化に耐えきれず、知性もない化物と化して施餓鬼寺に封印されていた。
武が現れた際に封印を破る。武の命令は辛うじて聞くが、暴れ出すと手が付けられない。京都の山中で慈空阿闍梨によって再度封じられるが、武が帰還した数十億年後の遥か未来には解き放たれてスサノオの石像に群がっていた。

## 書籍情報
- 諸星大二郎『暗黒神話』
完全版以外はいずれも表題作の他に『徐福伝説』（初出『ジャンプオリジナル』1979年1月号）を併録。
  - 創美社〈ジャンプスーパーコミックス〉（1977年、ASIN B000J8TOR8）
  - 創美社〈ジャンプスーパーエース〉（1988年、ISBN 4-420-13703-7）
  - 集英社〈集英社コミック文庫〉（1996年、ISBN 4-08-617090-6）
  - ホーム社『暗黒神話 完全版』（2015年7月） - 完全受注生産。
  - 集英社（2017年3月、ISBN 4-08-792510-2） - 『暗黒神話 完全版』を加筆・修正した愛蔵版単行本。本編ラストの数ページは光沢のある紙に印刷されている。

## OVA

### 声の出演
- 山門武 - 佐々木望
- 菊池彦 - 速水奨
- 竹内 - 鈴木瑞穂
- 大角隼人 - 田付貴彦
- 武の母 - 松原雅子
- 小泉小太郎 - 石森達幸
- 大神美弥 - 鶴ひろみ
- 慈空上人（阿闍梨） - 藤本譲
- 阿蘇 - 茶風林
- 大太 - 菅原正志
- 二郎 - 掛川裕彦
- 泥粋 - 大山豊
- 弟橘姫 - 川村万梨阿
- 坊主 - 柏倉つとむ
- 医者 - 小出和明
- アナウンスA - 麻見順子
- アナウンスB - 斉藤千恵子
- 店主 - 島田彰
- ヒゲの男 - 田口昂
- 目の細い男 - 坂東尚樹
- メガネの男 - 梁田清之
- 運転手 - 辻親八

### スタッフ
- 原作 - 諸星大二郎
- プロデューサー - 池田哲也、岡村雅裕
- 脚本・監督 - 安濃高志
- キャラクターデザイン - 柳田義明
- 絵コンテ・演出 - 望月智充
- 作画監督 - 柳田義明 → 河内日出夫
- 美術監督 - 松平聡
- 撮影監督 - 金子仁 → 斎藤秋男
- 音響監督 - 大熊昭
- 効果 - 松田昭彦
- 編集 - 布施由美子、野尻由紀子、安藤洋子
- 音楽 - 川井憲次
- アニメーション制作 - 亜細亜堂
- 製作 - 大映映像

## ゲームソフト
- 暗黒神話 ヤマトタケル伝説（MSX2版：1988年10月25日発売、ファミコン版：1989年3月24日発売、トンキンハウス）
  - ジャンルはアドベンチャー+アクション。章別クリア制。MSX2版（3.5インチ2DD）が初出。翌年にファミコン版（ROMカセット）も発売された。
  - キャッチコピーは「1600年の時空（とき）を超え、今、暗黒神が蘇る!」。
  - 2018年7月7日発売のニンテンドークラシックミニ ファミリーコンピュータ週刊少年ジャンプ50周年記念バージョンに、ジャンプ関連のファミコンソフト20作品のひとつとして収録[1]。